# Hengqin International Tennis Challenger 2023
L'Hengqin International Tennis Challenger 2023 è stato un torneo maschile di tennis professionistico giocato sul cemento. È stata la 5ª edizione del torneo, facente parte della categoria Challenger 50 nell'ambito dell'ATP Challenger Tour 2023. Si è giocato all'Hengqin International Tennis Center di Zhuhai, in Cina, dal 21 al 26 agosto 2023. Il torneo segna il ritorno del circuito Challenger e più in generale del grande tennis in Cina dopo quasi 4 anni.

## Partecipanti

### Teste di serie
| Nazionalità   | Giocatore         | Ranking* | Testa di serie |
| ------------- | ----------------- | -------- | -------------- |
| Lituania      | Ričardas Berankis | 239      | 1              |
| Taipei cinese | Jason Jung        | 258      | 2              |
| Australia     | James McCabe      | 281      | 3              |
| Australia     | Luke Saville      | 306      | 4              |
| Rep. Ceca     | Dominik Palán     | 312      | 5              |
| Australia     | Philip Sekulic    | 328      | 6              |
| Polonia       | Filip Peliwo      | 344      | 7              |
| Vietnam       | Lý Hoàng Nam      | 359      | 8              |

* Ranking al 14 agosto 2023.

### Altri partecipanti
I seguenti giocatori hanno ricevuto una wild card per il tabellone principale:
- Bai Yan
- Li Zhe
- Zhou Yi

Il seguente giocatore è entrato in tabellone come alternate:
- Sergey Fomin
- Alexander Zgirovsky

I seguenti giocatori sono passati dalle qualificazioni:
- Li Hanwen
- Shuichi Sekiguchi
- Mikalai Haliak
- Wang Xiaofei
- Luca Castelnuovo
- Aliaksandr Liaonenka

## Punti e montepremi
| Torneo    | Torneo              | V     | F     | SF    | QF    | 2T  | 1T  | Q | Q2  | Q1  |
| Singolare | Punti               | 50    | 30    | 17    | 9     | 4   | 0   | 3 | 1   | 0   |
| Singolare | Premi in denaro ($) | 5,500 | 3,260 | 1,900 | 1,120 | 660 | 395 | – | 215 | 125 |
| Doppio    | Punti               | 50    | 30    | 17    | 9     | –   | 0   | – | –   | –   |
| Doppio    | Premi in denaro ($) | 2,130 | 1,250 | 745   | 435   | –   | 245 | – | –   | –   |

## Campioni

### Singolare
Arthur Weber ha sconfitto in finale  Jason Jung con il punteggio di 6–3, 5–7, 6–3.

### Doppio
Luca Castelnuovo /  Filip Peliwo hanno sconfitto in finale  Li Hanwen /  Li Zhe con il punteggio di 7–5, 7–6(4).